# 양자 혼돈
양자 혼돈 이론（量子混沌理論, quantum chaos theory）은 양자역학 체계에서 고전역학의 혼돈계와 유사한 현상을 해석하고, 그 대응 관계를 밝히려는 이론적 연구 분야이다. 이는 준고전근사, 리만가설, 무작위 행렬 이론, 스펙트럼 통계 등의 영역과 깊게 연계되어 있으며, 고전적 에르고드 이론의 양자적 대응을 탐구한다.

## 정의 및 배경
양자 혼돈 이론은 고전역학에서 혼돈적인 거동을 보이는 계의 양자화가 어떤 특성을 가지는지를 다룬다. 일반적으로 다음 조건을 만족하는 계가 연구 대상이다.
- 대응되는 고전 계가 비선형 동역학계이며, 리야푸노프 지수가 양의 값을 갖는 혼돈계이다.
- 양자역학적으로는 에르미트 연산자 또는 자기수반 연산자의 스펙트럼이 복잡하게 분포된다.

## 스펙트럼 통계
양자 혼돈 이론의 핵심 분석 대상은 해밀토니안 연산자의 고유값 분포이며, 이는 무작위 행렬 이론의 통계적 특성과 유사한 거동을 보인다. 대표적으로 다음과 같은 통계적 특징이 등장한다.
- 수준 간격 분포는 포아송 분포가 아니라 위그너-다이슨 분포를 따른다.
- 에너지 준위의 상관관계는 무작위 행렬 모형과 일치한다.

## 대표적 모형
- 양자 들뜬 입자의 분기 이중우물 포텐셜
- 양자 낙하자(quantum kicked rotor)
- 양자 아노솝 행렬
- 리만 제타 함수의 비자명한 영점 분포

## 수학적 구조
양자 혼돈 이론은 함수해석학, 스펙트럼 이론, 군 표현 이론 등과 연계되며, 특히 다음과 같은 영역과 교차한다.
- 힐베르트 공간 상의 자기수반 연산자 고유값 해석
- 위상수학적 동역학계의 양자적 표현
- 위상 양자장이론 및 미분기하학과의 접점

## 현대적 적용
현대 연구에서는 양자 정보 이론과의 접목이 활발히 이루어지고 있으며, 엔트로피 생산, 양자열역학, 초전도 회로, 양자컴퓨팅의 안정성 분석 등 다양한 분야에서 응용된다. 또한 리만가설과의 연결 가능성은 이론물리학과 수론을 잇는 다리로 주목받는다.

## 관련 어휘
- 혼돈계
- 에르고드성
- 자기수반 연산자
- 스펙트럼 이론
- 무작위 행렬 이론
- 리만가설
- 위그너 분포
- 양자역학

## 참고 문헌
- Fritz Haake (2010). 《Quantum Signatures of Chaos》. Springer.
- Martin C. Gutzwiller (1990). 《Chaos in Classical and Quantum Mechanics》. Springer.
- Michael Berry (1987). 《Quantum chaology》. Proceedings of the Royal Society A.